# Campeonato Mundial de Boxeo Aficionado de 2019
El XX Campeonato Mundial de Boxeo Aficionado se celebró en Ekaterimburgo (Rusia) entre el 9 y el 21 de septiembre de 2019 bajo la organización de la Asociación Internacional de Boxeo (AIBA) y la Federación Rusa de Boxeo.
Las competiciones se realizaron en las instalaciones de la Centro Internacional de Exposiciones de la ciudad rusa.

## Calendario
| P | Preliminares | ¼ | Cuartos de final | ½ | Semifinales | F | Final |

| Fecha→ Categoría ↓ | Lu 09 | Ma 10 | Mi 11 | Ju 12 | Vi 13 | Sá 14 | Do 15 | Lu 16 | Ma 17 | Mi 18 | Ju 19 | Vi 20 | Sá 21 |
| ------------------ | ----- | ----- | ----- | ----- | ----- | ----- | ----- | ----- | ----- | ----- | ----- | ----- | ----- |
| –52 kg             | –     | –     | –     | P     | –     | P     | –     | –     | P     | ¼     | –     | ½     | F     |
| –57 kg             | –     | –     | P     | –     | –     | –     | P     | –     | P     | ¼     | –     | ½     | F     |
| –63 kg             | –     | –     | –     | P     | –     | P     | –     | –     | P     | ¼     | –     | ½     | F     |
| –69 kg             | –     | –     | –     | –     | P     | –     | –     | P     | P     | ¼     | –     | ½     | F     |
| –75 kg             | P     | –     | –     | –     | –     | P     | –     | P     | P     | ¼     | –     | ½     | F     |
| –81 kg             | –     | P     | –     | –     | –     | –     | P     | –     | P     | ¼     | –     | ½     | F     |
| –91 kg             | –     | P     | –     | –     | –     | –     | P     | –     | P     | ¼     | –     | ½     | F     |
| +91 kg             | –     | –     | –     | –     | –     | –     | –     | P     | P     | ¼     | –     | ½     | F     |

## Medallistas
| Evento                | Oro                                | Plata                             | Bronce                                                         |
| --------------------- | ---------------------------------- | --------------------------------- | -------------------------------------------------------------- |
| Mosca (52 kg)         | Shahobiddin Zoirov Uzbekistán      | Amit Panghal India                | Billal Bennama · Francia Saken Bibosynov · Kazajistán          |
| Pluma (57 kg)         | Mirazizbek Mirzahalilov Uzbekistán | Lázaro Álvarez Estrada · Cuba     | Peter McGrail Inglaterra Erdenebatyn Tsendbaatar Mongolia      |
| Wélter ligero (63 kg) | Andy Cruz Gómez · Cuba             | Keyshawn Davis Estados Unidos     | Manish Kaushik India Hovhannes Bachkov Armenia                 |
| Wélter (69 kg)        | Andrei Zamkovoi · Rusia            | Pat McCormack Inglaterra          | Ablaijan Zhusipov · Kazajistán Bobo-Usmon Baturov · Uzbekistán |
| Medio (75 kg)         | Gleb Bakshi · Rusia                | Eumir Marcial Filipinas           | Hebert Conceição · Brasil Tursynbai Kulajmet · Kazajistán      |
| Semipesado (81 kg)    | Bekzad Nurdauletov · Kazajistán    | Dilshodbek Roʻzmetov Uzbekistán   | Julio César La Cruz · Cuba Benjamin Whittaker · Inglaterra     |
| Pesado (91 kg)        | Muslim Gadzhimagomedov · Rusia     | Julio Castillo Torres · Ecuador   | Radoslav Pantaleev · Bulgaria Vasili Levit · Kazajistán        |
| Superpesado (+91 kg)  | Bahodir Jalolov Uzbekistán         | Kamshybek Konkabayev · Kazajistán | Justis Huni · Australia Maxim Babanin · Rusia                  |

## Medallero
| Núm. | País           | Oro | Plata | Bronce | Total |
| ---- | -------------- | --- | ----- | ------ | ----- |
| 1    | Uzbekistán     | 3   | 1     | 1      | 5     |
| 2    | Rusia          | 3   | 0     | 1      | 4     |
| 3    | Kazajistán     | 1   | 1     | 4      | 6     |
| 4    | Cuba           | 1   | 1     | 1      | 3     |
| 5    | Inglaterra     | 0   | 1     | 2      | 3     |
| 6    | India          | 0   | 1     | 1      | 2     |
| 7    | Ecuador        | 0   | 1     | 0      | 1     |
| 7    | Estados Unidos | 0   | 1     | 0      | 1     |
| 7    | Filipinas      | 0   | 1     | 0      | 1     |
| 10   | Armenia        | 0   | 0     | 1      | 1     |
| 10   | Australia      | 0   | 0     | 1      | 1     |
| 10   | Brasil         | 0   | 0     | 1      | 1     |
| 10   | Bulgaria       | 0   | 0     | 1      | 1     |
| 10   | Francia        | 0   | 0     | 1      | 1     |
| 10   | Mongolia       | 0   | 0     | 1      | 1     |
|      | TOTAL          | 8   | 8     | 16     | 32    |